# Austrochaperina fryi
Austrochaperina fryi är en groddjursart som först beskrevs av Richard G. Zweifel 1962.  Austrochaperina fryi ingår i släktet Austrochaperina och familjen Microhylidae. IUCN kategoriserar arten globalt som livskraftig. Inga underarter finns listade.